# Echinopsis candicans
Echinopsis candicans är en kaktusväxtart som först beskrevs av John Gillies och Salm-dyck, och fick sitt nu gällande namn av David Richard Hunt. Echinopsis candicans ingår i släktet Echinopsis och familjen kaktusväxter. Inga underarter finns listade i Catalogue of Life.

## Bildgalleri

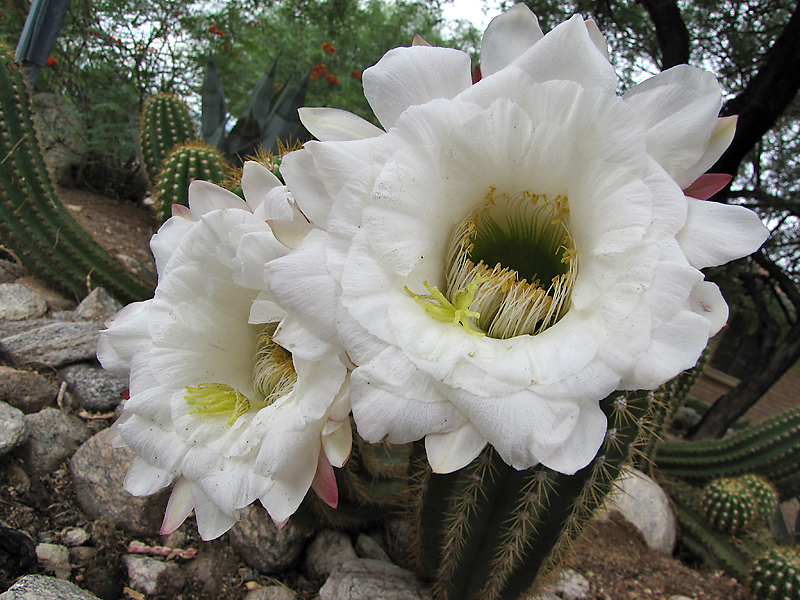
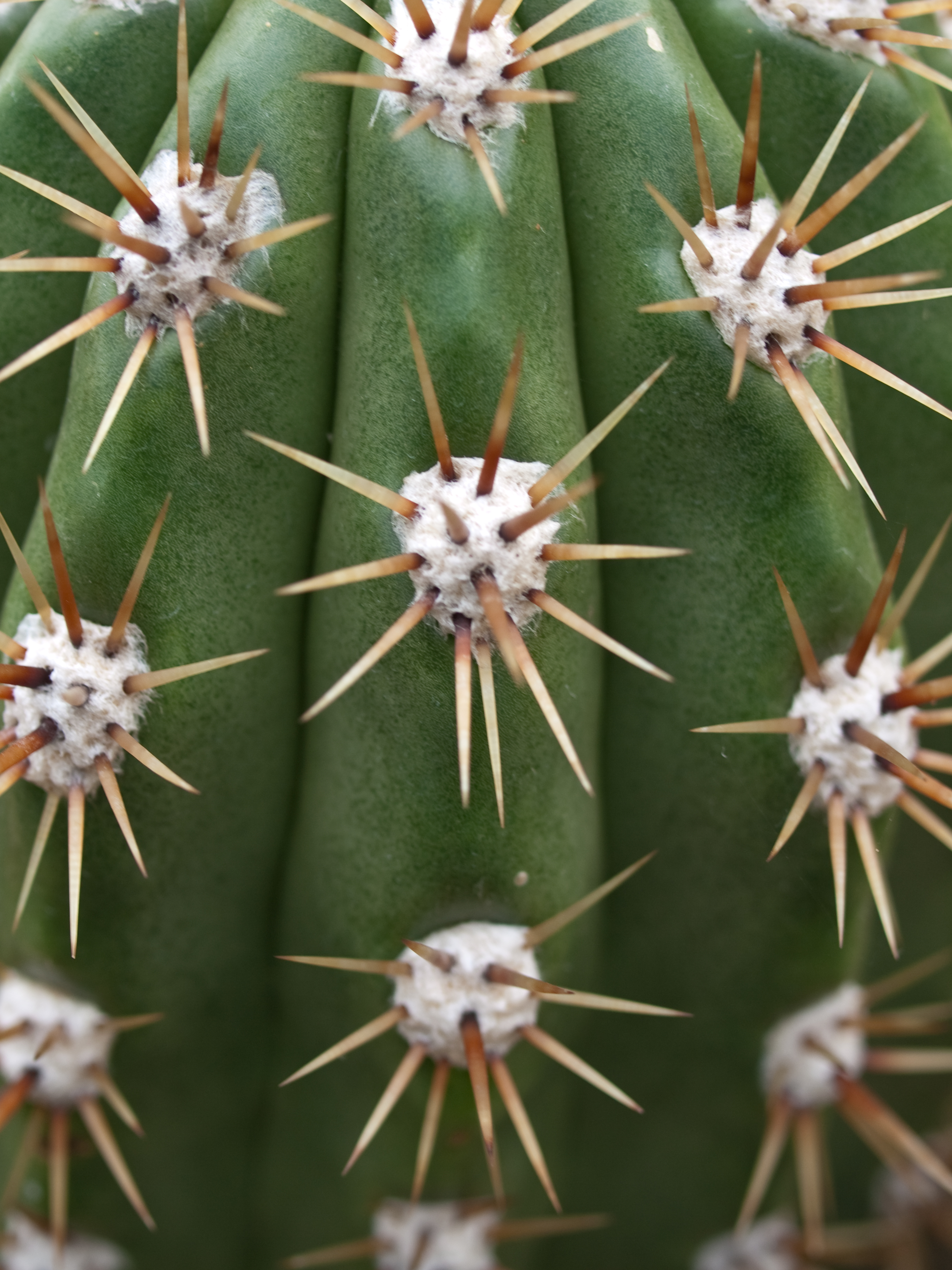
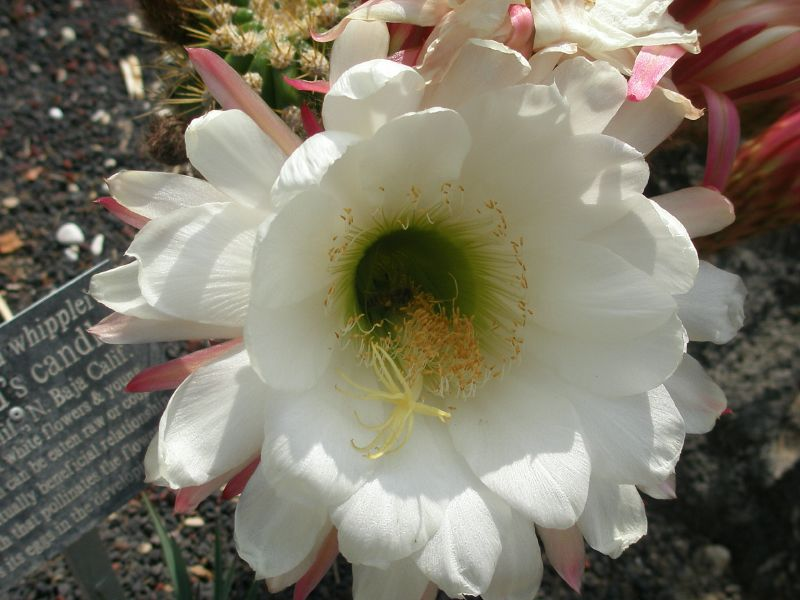
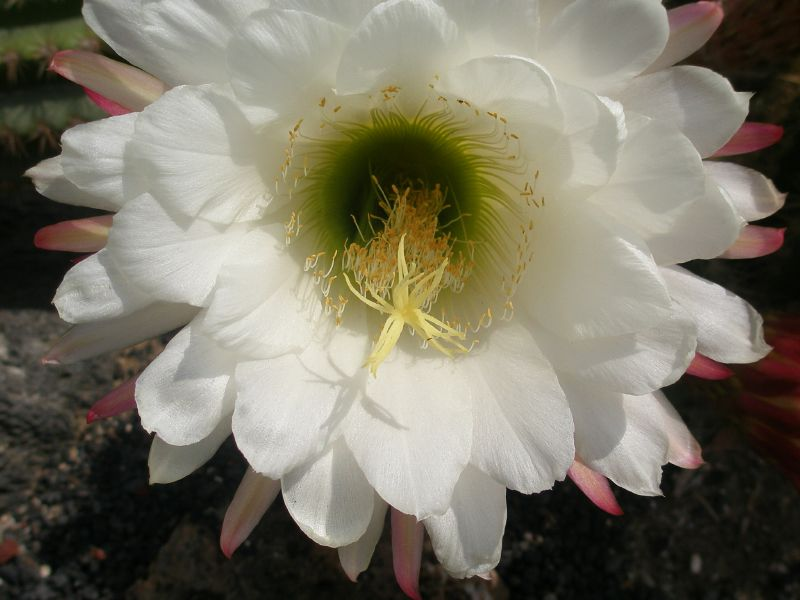
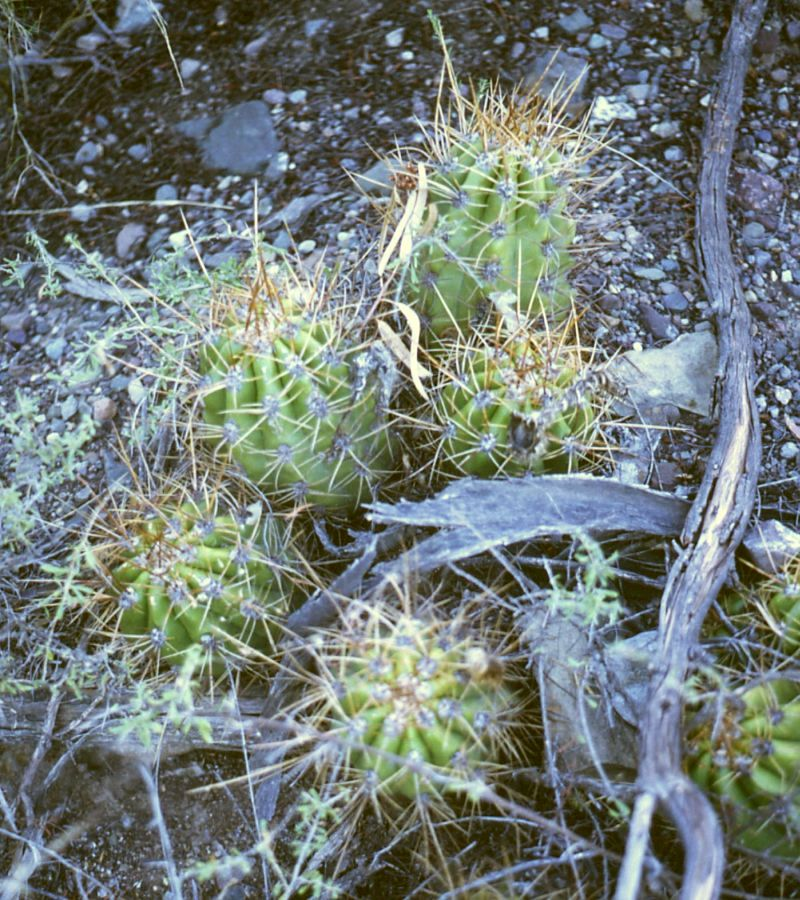
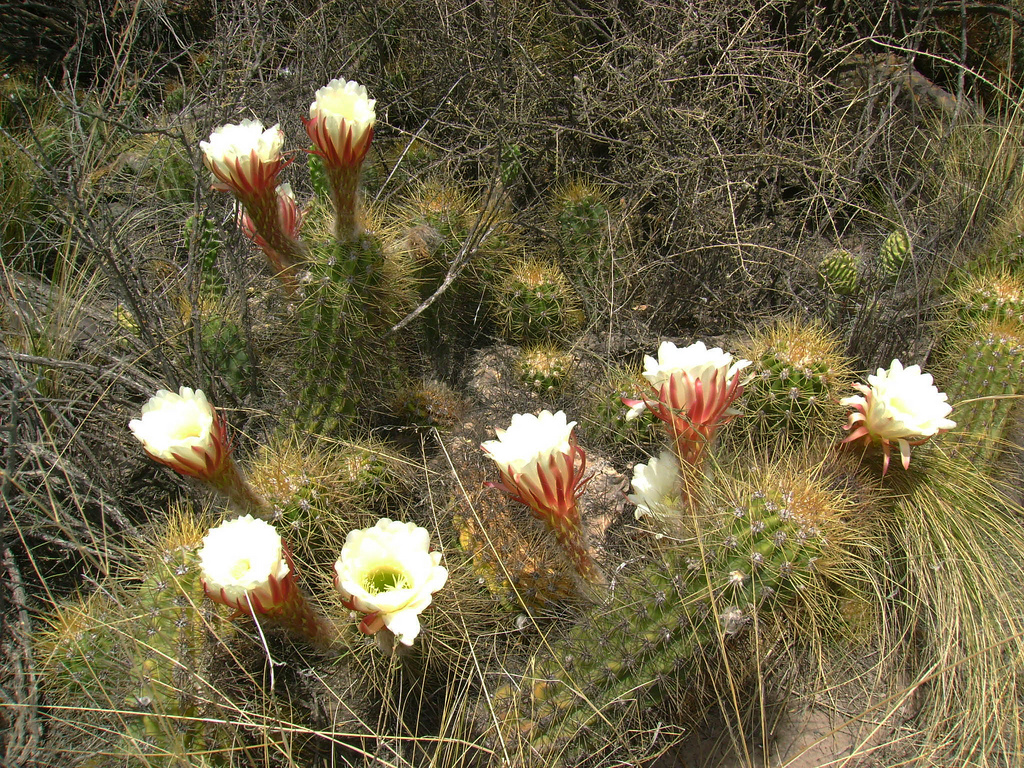